# 55 Pułk Przeciwlotniczy
55 Pułk Przeciwlotniczy – oddział Wojska Polskiego.

## Historia i powstanie
22 maja 1974 Szef Sztabu Generalnego wydał rozkaz nr 042/Org. dotyczący sformowania 55 pułku artylerii przeciwlotniczej. Grupa organizacyjna rozpoczęła tworzenie pułku w oparciu o wydzielone środki z jednostki przeciwlotniczej z Rogowa. Na miejsce stacjonowania jednostki wybrano garnizon Szczecin-Podjuchy, gdzie wysłano grupę przygotowawczą wraz z 30 żołnierzami, celem remontu po JW 2341. 55. paplot wraz ze środkami dotarł w nocy z 25 na 26 maja 1974 na nowe miejsce służby. Rozpoczęło się wówczas tworzenie struktur i infrastruktury oraz szkolenie żołnierzy.
17 stycznia 1977 Szef Sztabu Generalnego WP wydał rozkaz nr 05/Org. o przeformowaniu i przezbrojeniu pułku na nowocześniejszy sprzęt (przeciwlotnicze zestawy rakietowe KUB).
Rok 1993 był rokiem zmian etatowych i reorganizacji jednostki, która otrzymała nazwę 55 pułk przeciwlotniczy.
Pułk rozformowano w 2001 roku.
Jednostka przez cały okres swojego istnienia znajdowała się na ul. Metalowej 42.

## Tradycje
Jednostka przejęła tradycję po swoim poprzedniku oraz po 17 pułku przeciwlotniczym.
Święto 55 pplot: 22 maja.
55 paplot otrzymał sztandar w dniu 12 października 1982.
55 pplot otrzymał sztandar od społeczeństwa ziemi szczecińskiej i został nadany przez Prezydenta Rzeczypospolitej Polskiej w dniu 22 maja 1995.

## Struktura organizacyjna
- dowództwo 55 pplot 
  - bateria dowodzenia
  - 1 bateria startowa
    - drużyna dowodzenia
    - obsługa SSWN
    - obsługa KOW
    - 1 pluton ogniowy
    - 2 pluton ogniowy
    - drużyna gospodarcza

  - 2 bateria startowa
  - 3 bateria startowa
  - 4 bateria startowa
  - 5 bateria startowa
  - dywizjon przeciwlotniczy
    - 1 bateria przeciwlotnicza
      - 1 pluton przeciwlotniczy
      - 2 pluton przeciwlotniczy
      - pluton przyrządów

    - 2 bateria przeciwlotnicza
    - 4 bateria przeciwlotnicza
      - 1 drużyna przeciwlotnicza
      - 2 drużyna przeciwlotnicza
      - 3 drużyna przeciwlotnicza

  - bateria techniczna
  - bateria remontowa
  - bateria zabezpieczenia
  - pluton medyczny

## Wyposażenie
- 57 mm armaty przeciwlotnicze S-60;
- 23 mm armaty przeciwlotnicze ZU-23-2 Hibneryt;
- przeciwlotnicze zestawy rakietowe "KUB";
- przeciwlotnicze zestawy rakietowe S2N.

## Dowódcy pułku
- 26 października 1974 – listopad 1976 – płk dypl. Jan Szulecki
- styczeń 1977 – 1979 – ppłk dypl. Ryszard Ogonowski
- 1979 – 1988 – płk dypl. Edward Kowalczyk
- 1988 – 1991 – ppłk dypl. Janusz Rutecki
- 1991 – 1992 – ppłk dypl. Tadeusz Wojtan
- 1992 – 1997 – mjr dypl. Józef Racinowski
- 12 marca 1997 – 2001 – ppłk dypl. Zdzisław Witos

## Wyróżnienia i odznaczenia
- 1978 – 1982 – 4 wyróżnienia w dyrektywie Ministra Obrony Narodowej;
- 1982 – wyróżnienie w rozkazie szkoleniowym dowódcy Pomorskiego Okręgu Wojskowego;
- 1984 – Krzyż Oficerski Orderu Odrodzenia Polski (nadany przez Radę Państwa);
- 1987 – wyróżnienie w rozkazie szkoleniowym dowódcy Pomorskiego Okręgu Wojskowego;
- 1988 – wyróżnienie w rozkazie szkoleniowym dowódcy Pomorskiego Okręgu Wojskowego;
- 1998:
  - wyróżnienie w dyrektywie Ministra Obrony Narodowej;
  - Znak Honorowy Sił Zbrojnych Rzeczypospolitej Polskiej.